# Bill Ind
William „Bill“ Ind (* 26. März 1942) ist ein britischer anglikanischer Geistlicher. Von 1997 bis 2008 war er Bischof der Diözese Truro in der Church of England.

## Ausbildung
Bill Ind war der Sohn von William Robert Ind und Florence Emily Spritey. Er absolvierte seine Schulausbildung an der Duke of York's School in Dover und studierte an der  University of Leeds sowie am College of the Resurrection in Mirfield. 1964 graduierte er in Leeds zum Bachelor of Arts.

## Laufbahn
1966 wurde Ind zum Diakon ordiniert und im Jahr darauf zum Priester. Von 1966 bis 1971 war er Vikar von Feltham und von 1971 bis 1973 von St Mary’s Northolt. 1973 wurde er team vicar (gemeinschaftlicher Vikar mehrerer Gemeinden) in Basingstoke und 1979 stellvertretender Leiter des Aston Training Scheme, eines Ausbildungsprogramms für Geistliche. 1982 wurde er zum Director of Ordinands in der Diözese Winchester ernannt, wurde Mitglied der Doctrine Commission und 1984 Ehren-Domherr in Winchester. Alle diese Posten hatte er bis 1987 inne, bis er Suffraganbischof von Grantham in der Diözese Lincoln wurde. 1997 wurde er zum 14. Bischof von Truro ernannt. 2002 wurde er als solcher auch als geistlicher Lord Mitglied des House of Lords.
Bekannt wurde Bill Ind für seine Schrift People of God und seiner Unterstützung des Eden Projects.
2004 war er in der BBC-Dokumentationsserie  A Seaside Parish zu sehen, die über den Alltag in einer anglikanischen Gemeinde berichtete, als er Boscastle während der damaligen schweren Flut besuchte, später in der Fortsetzung An Island Parish.
Am 12. Mai 2007 erklärte Bill Ind, auch Bishop Bill genannt, vor der Diözesan-Synode, dass er zum 30. April 2008 zurücktreten werde. Nach seinem Rücktritt übernahm er priesterliche Aufgaben in der Diözese Salisbury. Rund 4000 Menschen kamen zu seiner Abschiedsfeier im Eden Project. 2012 erkrankte er an Krebs und musste sich einer Behandlung sowie einer Operation unterziehen. Im Juli 2012 erhielt er die Ehrendoktorwürde der University of Exeter.

### Entschuldigung für die Rolle der Kirche bei derPrayer Book Rebellion
Im Juni 2007 erklärte Bill Ind, das Massaker an Tausenden von katholischen Rebellen in Cornwall während der Prayer Book Rebellion vor mehr als 450 Jahren sei ein „ungeheuerlicher Fehler“ („enormous mistake“) gewesen, für den sich die Church of England schämen solle. Während einer Zeremonie in Pelynt, sprach Ind von der „Brutalität und Dummheit“ der damaligen Gewalttaten.

„I am often asked about my attitude to the Prayerbook Rebellion and in my opinion, there is no doubt that the English Government behaved brutally and stupidly and killed many Cornish people. I don't think apologising for something that happened over 500 years ago helps, but I am sorry about what happened and I think it was an enormous mistake.“

„Ich wurde oft zu meiner Meinung zur Prayerbook Rebellion befragt, und es gibt meiner Meinung nach keinen Zweifel daran, dass die englische Regierung sich brutal und dumm verhalten hat und viele Bewohner Cornwalls töten ließ. Ich glaube nicht, dass es nutzt, sich für etwas zu entschuldigen, das vor über 500 Jahren geschah, aber es tut mir leid, und ich denke, dass ein großer Fehler war.“

Ind drang innerhalb der Kirche darauf, dass sie ihre Mitschuld akzeptiere für Ereignisse in der Geschichte, bei denen zehn Prozent der kornischen Bevölkerung umgebracht wurden. Bei einem Treffen der Celtic League im Oktober 2004 in Perranporth unterstützten die Delegierten von sechs keltischen Ländern einstimmig ein Gesuch an die Kirche, sie möge ihre Mitschuld daran anerkennen, „dass die ‚Prayer Book Uprising‘ 1549 herausgefordert und unterdrückt wurde“ und „für alles, was seitdem getan wurde und wird, um die nationale Identität von Cornwall, politischer Freiheit, Sprache und Kultur zu unterdrücken“. Bishop Ind selbst ergänzte: „Cornwall ist ein Ort, der beschützt und geliebt werden muss. Es war niemals eine englische Grafschaft, es hat seine eigene Sprache und erinnert uns durch seine Geschichte an Verbindungen zu Irland, Wales, der Bretagne und an die keltische Vergangenheit.“